# Frits Smol
Frits Smol (Den Haag 6 juli 1924 - Den Haag, 1 november 2006) was een Nederlandse waterpolospeler.
Frits Smol nam als waterpoloër tweemaal deel aan de Olympische Spelen van 1948 en 1952. Hij eindigde hiermee met het Nederlands team op een derde en vijfde plaats. Met het nationale team werd hij in 1950 Europees kampioen.
In de competitie speelde hij voor het Haagse HZ&PC. Na zijn actieve waterpolocarrière schreef Smol het boek Waterpolo - Van Kruk tot Crack.
In 1964 vormde Frits Smol samen met Ruud van Feggelen het trainersduo van het Nederlands waterpoloteam bij de Olympische Spelen.
Cor Braasem · 
Joop Cabout · 
Ruud van Feggelen · 
Henny Keetelaar · 
Nijs Korevaar · 
Joop Rohner · 
Frits Ruimschotel · 
Piet Salomons · 
Frits Smol · 
Hans Stam
Gerrit Bijlsma · 
Cor Braasem · 
Joop Cabout · 
Ruud van Feggelen · 
Max van Gelder · 
Nijs Korevaar · 
Frits Smol